# Ишме-Даган I
Ишме-Даган I (букв. «Услышал Даган») — верхнемесопотамский царь приблизительно в 1797—1757 годах до н. э. Старший сын Шамши-Адада I. С 1797 года до н. э. Ишме-Даган I был соправителем отца в управлении обширной Верхнемесопотамской державы, а после его смерти правил её северо-восточной частью, позднее ставшей Ассирией.

## Биография
Собственный архив Ишме-Дагана I до нас не дошёл, поэтому о событиях этого этапа староассирийского периода истории, равно как и о внутренней организации верхнемесопотамской державы, повествуют документы из других областей царства и из-за его пределов. Ишме-Даган I предложил своему брату Ясмах-Ададу, правившему юго-западной частью государства Шамши-Адада I (Третье царство Мари, средний Евфрат), заключить договор о «братстве» на вечные времена, обещая не вступать в отношения зависимости от царя Вавилона Хаммурапи. Однако вмешательство вавилонского правителя в дела братьев привело к возврату на трон Мари прежней династии в лице Зимри-Лима и полному исчезновению с исторической арены Ясмах-Адада. Из переписки Шамши-Адада I и Ясмах-Адада, также найденной в Мари, следует, что Ишме-Даган I был неплохим полководцем, отец ставит его в пример безвольному и развращённому брату.
Ишме-Даган I продолжал вести боевые действия с воинственным племенем турукку, не приведшие, однако, к существенным результатам. В конце концов, Ишме-Даган был вынужден заключить с ним мир и даже женил своего сына на дочери вождя турукку Зазийи, дав за неё богатый выкуп золотом и серебром. Впоследствии турукку выступали на стороне Ишме-Дагана против Хаммурапи.
Отношения Ишме-Дагана I с южным соседом — Вавилонией — после смерти Шамши-Адада I обострились. Ишме-Даган однажды оказал военную помощь Хаммурапи. Однако вавилонский царь выказал своё недовольство, считая её недостаточной. Поход Хаммурапи в Северную Месопотамию в 1757 году до н. э., во время которого он разгромил сутиев, субареев и горцев Загроса (турукку и какму), показал, что он не намерен продолжать с Ишме-Даганом отношения, вытекавшие из заключенного им самим в своё время договора о братстве с Шамши-Ададом I. Хотя в датировочной формуле этого года Хаммурапи не говорит о завоевании верховьев Тигра, но из других надписей известно, что он распоряжался в Ашшуре и Ниневии, то есть в двух основных центрах позднейшей Ассирии.
Разные списки указывают разную продолжительность царствования Ишме-Дагана I — от 30 до 40 лет, при этом не вполне ясно, все ли указанные в списках годы правления Ишме-Дагана I являются годами его самостоятельного царствования в Ашшуре (город-государство на среднем Тигре, позднее признававшее его своим царём), Шубат-Эллиле (столица отца в верховьях Тигра), или же в них входят и годы его правления Экаллатуме (исходный пункт завоеваний отца, предположительно нижнее Ашшура на Тигре, запасная столица) в качестве соправителя Шамши-Адада I. Отец Ишме-Дагана I умер на 17-м году правления Хаммурапи, а последнее упоминание Ишме-Дагана I содержится в текстах Мари и датируется 11-м годом правления царя Зимри-Лима, что соответствует 30-му году правления Хаммурапи. Исходя из этого, Ишме-Даган I самостоятельно правил 11—13 лет.
Судьба Ишме-Дагана I неизвестна. Его наследником стал его сын Мут-Ашкур, который воцарился при ослаблении Вавилонии, вначале возможно унаследовав вассальную зависимость от неё, в любом случае тем объёмом власти, что располагали Ишме-Даган I и Шамши-Адад I, он не располагал.